# デッドヒート (映画)
『デッドヒート』（原題：霹靂火、英題：Thunderbolt）は、1995年に公開されたジャッキー・チェン主演の香港映画である。

## 概要
大の車好きで知られるジャッキー・チェンの趣味が高じて、ジャッキーの盟友であるゴードン・チャンが監督となり、サモ・ハン・キンポーの協力の下、カーレースを題材に製作された映画である。
特筆すべき点としては、日本ロケ（仙台）でのジャッキーアクション、加山雄三などの日本人俳優の起用、FTOとGT-Rの深夜のカーチェイスシーンや、仙台ハイランドでのレースシーンである。
レースシーンや検問シーンで使用された車は80台以上にも上るが、最終レース時のエキストラ車両にはGTOとバトルさせるに相応しいRX-7やNSX、スープラなどがある一方で明らかにクラスの異なるシビック、MR2、コロナ、ミラージュ、3シリーズ、ベクトラ、果てはレースカーとして使われた実績の殆どないプレリュードまでも混走していることが確認できる。ジャッキーが搭乗するのは三菱車ばかりで、ランサーエボリューションIIIとGTO、｢鎮東車房｣の社用車のキャンターのレッカー車(ただしいすゞ・エルフも確認できる)、取材班のFTOがある。変わったところではエイミーが日本でホンダ・モトコンポを拝借するカットもあるほか、最終決戦前に仙台ハイランドに現れた女性(冒頭シーンにおいてパジェロのドアで手を挟んだお詫びと称し、ジャッキーを支援するためにGTOとラリーアート及びADVANの一団を引き連れてきた)はコンセプトカーのHSR-IIIに乗って登場している。
日本のパチンコ店のシーンでは、店の奥に大きなサウナ店があり、そこに大勢のヤクザが浸かっているという、海外映画にありがちな珍妙な日本描写も多々見られる。

## ストーリー
三菱での研修を修了し日本から香港に帰国したジャッキー（ジャッキー・チェン）は、昼は父親の自動車修理工場（ただし英語版記事では解体屋とされており、実際廃車が山積みになっている）｢鎮東車房｣の手伝いをし、夜はハイウェイでの違法改造車の検問に協力する毎日を送っていた。
ある日1台のスカイラインGT-Rが警察官をひき逃げし逃走、警官は死亡してしまう。その数日後、ひき逃げしたGT-Rの捜索からの撤収途中、ジャッキーはガス欠になった一台のFTOを救助していた。そこに件のGT-Rを運転するレーサーであり犯罪組織のボスであるクーガー（トースティン・ニッケル）が現れる。ジャッキーはFTOに飛び乗り、テレビリポーターであるエイミー（アニタ・ユン）を乗せたままクーガーを追跡、カーチェイスの末犯人のクーガーを逮捕に追い込む。
しかしその後クーガーの仲間が警察署を襲撃し、インターポールのキャノン刑事（マイケル・ウォン）の反撃も空しくクーガーは脱獄してしまう。クーガーはその後修理工場（兼自宅のコンテナハウス）をクレーンで破壊しジャッキーは負傷、父親は心労と負傷のため危篤状態になり、2人の妹はクーガーに拉致されてしまう。クーガーはジャッキーに「仙台ハイランドで行われるレースで俺と対決しろ」と言い残して日本に逃亡した。
かくして、家庭を滅茶苦茶にされたショックとトラブルを抱えながらもクーガーとの対決のため、エイミーと修理工仲間たちを伴い、ジャッキーは日本へ向かうのだった。

## キャスト
- ジャッキー：ジャッキー・チェン（石丸博也）
- エイミー：アニタ・ユン（松本梨香）
- クーガー：トーステン・ニッケル（中田譲治）
- 村上：加山雄三
- 令嬢：江黒真理衣
- 黒澤：澤田謙也
- キャノン：マイケル・ウォン
- ジャッキーの父：チュウ・ヤン
- セン・フイオン
- チン・カーロッ
- マイケル・リュウ（エボIIIを香港で組み上げる時の整備員。アジアパシフィック選手権に出るラリードライバー）
- 医者：ユン・ケイ

## スタッフ
- 監督：ゴードン・チャン
- 製作：チャイ・ラン
- 脚本：ゴードン・チャン、チャン・ヒンカイ、クォク・ワイチャン
- 音楽：梁邦彦
- 主題歌：「一分鐘英雄」
- スタント指導：サモ・ハン・キンポー
- 武術指導クルー：ジャッキー・チェンスタントチーム/サモ・ハンスタントチーム
  - 字幕翻訳：岡田壮平
  - 吹替翻訳：久保喜昭

## 作品解説

### 舞台
レースシーンの一部はマレーシアで撮影されている。仙台ハイランドはサーキットであるため路面のケアの関係で、大規模な爆発やクラッシュなどのカースタントができなかった。そこで、仙台での撮影終了後、撮影車両をマレーシアまで輸送し、仙台と似た風景の場所で爆発・カースタントのシーンを撮影した。レース中雨であるにもかかわらず、途中で急に晴れるのはこのためである。
オープニングのシーンで三菱自動車岡崎工場や三菱自動車岡崎テストコース高速周回路のほかにキョウセイドライバーランド（岡崎市）も使用されていた（ランサーエボリューションIIIでジムカーナをするシーンで使用）。

### 事故
劇中スカイラインGT-RとGTO（クーガー、ジャッキーのものとは別）が激突するシーンがあるが、その二台がどちらも偽者ではなく本物のレースカーであったため、弁償するというハプニングがあった。
アクションシーンの撮影で黒澤役の澤田謙也はジャッキーをパンチ1発で失神させてしまった。

### 日本公開版
従来のジャッキー・チェン作品の日本公開版といえば、各国の公開版よりも尺が長いなどの長所が多かったのが特徴だが、本作に限っては逆にオリジナル版よりも約20分という大幅にカットされた短縮版で公開されている（ただしそれ以前の『奇蹟/ミラクル』も日本公開版がオリジナル版より短くなっている）。

## エピソード
- 作中香港のハイウェイを借り切ってランサーエボリューションIIIが疾走するシーンがあるが、映画公開時は香港返還前であるため香港総督を乗せたリムジンと接触しそうになるシーンがある。
- ラストで大量の白黒パトカーがコース内になだれ込むシーンがあるが、なぜか品川ナンバーで所属名も「警視庁」になっていた（仙台ならば宮城県警察となる）。
- 加山雄三は三菱自動車のレーシングチームの監督を演じているが、かつて日産のCM（ブルーバード、リベルタ・ビラ、レパード）に出ていた。
- ジャッキーと知り合いの日本人アクション俳優は、サウナのパチンコ屋のシーンでヤクザを演じているサモ・ハン・キンボーの息子に「日本のヤクザは脅すと時どう言うんだ?」と訪ねられ、教えたが中国人らしい滅茶苦茶な台詞になり呆れ果てたという[2][要ページ番号]。

## DVD
日本では2006年、ワーナー社が日本公開バージョンとノーカットバージョンの2枚組DVDを発売しているが、ノーカット版は画面サイズがスタンダードにトリミングされており（オリジナルはスコープサイズ）、完全なノーカット・ノートリミングのソフトは2012年現時点で日本国外で発売されている商品でしか入手が不可能である。